# Piotr Ożga (zm. 1622)
Piotr Ożga herbu Rawicz (zm. 20 grudnia 1622 roku) – referendarz koronny w 1620 roku, sędzia ziemski lwowski w latach 1599––1613, podsędek lwowski w latach 1595–1599, starosta trembowelski w latach 1613–1621, przedstawiciel dyplomatyczny Rzeczypospolitej w Imperium Osmańskim w 1617 roku.
Studiował na Akademii Krakowskiej. Był katolikiem. 
W 1607 roku był posłem na sejm z województwa ruskiego. Poseł na sejm 1611 roku z województwa ruskiego, deputat do rozsądzania sporów wyznaniowych, deputat izby poselskiej do sprawy brandenburskiej. Poseł województwa ruskiego na sejm zwyczajny 1613 roku. Poseł na sejm zwyczajny 1618 roku. 
Był uczestnikiem popisu pospolitego ruszenia ziemi lwowskiej i powiatu żydaczowskiego w 1621 roku. Poseł województwa ruskiego na sejm 1620 roku.